# To Watch the Storms
To Watch the Storms è un album del chitarrista britannico Steve Hackett, pubblicato nel 2003.

## Tracce
1. Strutton Ground
2. Circus of Becoming
3. The Devil Is An Englishman
4. Frozen Statues
5. Mechanical Bride
6. Wind, Sand and Stars
7. Brand New
8. This World
9. Rebecca
10. The Silk Road
11. Come Away
12. The Moon Under Water
13. Serpentine Song

## Formazione
- Steve Hackett - voce, chitarra
- Roger King - tastiere
- Terry Gregory - basso, voce
- Gary O'Toole - batteria, voce
- Rob Townsend - ottoni, fiati
- John Hackett - flauto in Serpentine Song
- Ian McDonald - sassofono in Brand New

## Altri musicisti
- Jeanne Downs - Cori
- Sarah Wilson - Violoncello
- Howard Gott - Violino